# Манвиль
Манви́ль (фр. Menville, окс. Menvila) — коммуна во Франции, находится в регионе Юг — Пиренеи. Департамент — Верхняя Гаронна. Входит в состав кантона Гренад. Округ коммуны — Тулуза.
Код INSEE коммуны — 31338.

## География

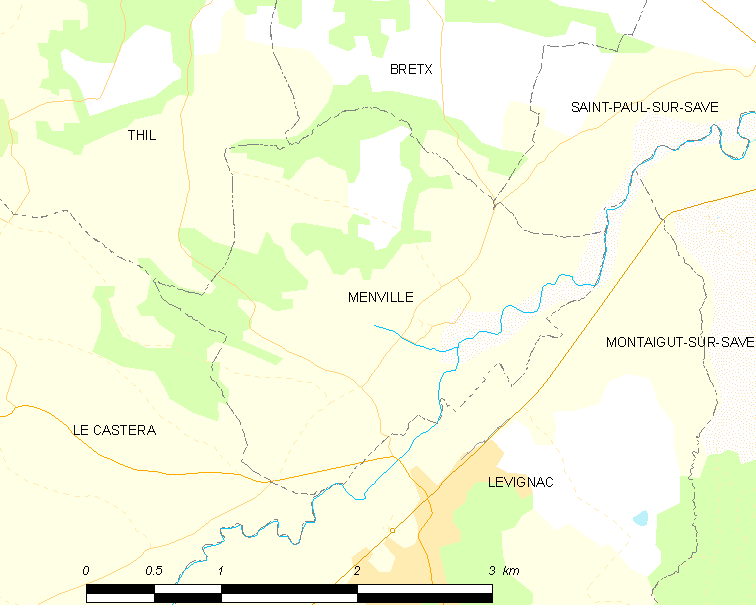
Карта коммуны

Коммуна расположена приблизительно в 590 км к югу от Парижа, в 22 км к западу от Тулузы.
По территории коммуны протекает река Сав.

## Климат
Климат умеренно-океанический. Зима мягкая и снежная, весна характеризуется сильными дождями и грозами, лето сухое и жаркое, осень солнечная. Преобладают сильные юго-восточные и северо-западные ветры.

## Население
Население коммуны на 2010 год составляло 574 человека.
| 1962 | 1968 | 1975 | 1982 | 1990 | 1999 | 2010 | 2014 | 2019 | 2022 |
| ---- | ---- | ---- | ---- | ---- | ---- | ---- | ---- | ---- | ---- |
| 145  | 129  | 150  | 193  | 301  | 405  | 574  | 707  | 781  | 799  |

## Администрация
| Период | Период | Фамилия         | Партия | Примечания |
| ------ | ------ | --------------- | ------ | ---------- |
| 2001   | 2008   | Поль Шано       |        |            |
| 2008   | 2014   | Фернан Ваккари  |        |            |
| 2014   | 2020   | Мари-Лор Бавьер |        |            |

## Экономика
В 2010 году среди 375 человек трудоспособного возраста (15—64 лет) 293 были экономически активными, 82 — неактивными (показатель активности — 78,1 %, в 1999 году было 70,8 %). Из 293 активных жителей работали 271 человек (145 мужчин и 126 женщин), безработных было 22 (10 мужчин и 12 женщин). Среди 82 неактивных 34 человека были учениками или студентами, 23 — пенсионерами, 25 были неактивными по другим причинам.

## Достопримечательности
- Церковь Свв. Гермерия и Квитерии (XIX век)